# Un œil sur la planète
Un œil sur la planète est un magazine télévisé géopolitique français trimestriel diffusé le lundi puis le jeudi en deuxième partie de soirée sur France 2 du 9 décembre 2002 au 18 mai 2017 et rediffusé sur TV5 Monde. Dirigé depuis le premier numéro par Patrick Boitet, ce programme a été successivement présenté par Thierry Thuillier de 2002 à 2008, par Étienne Leenhardt de 2008 à 2015 et par Samah Soula en 2016 et 2017.
Traitant de l'actualité internationale, le magazine a reçu de nombreuses récompenses pour le sérieux de ses reportages.
La Ligue des droits de l'homme dénonce le magazine au CSA pour un reportage de mars 2016 sur la Syrie jugé trop favorable à Bachar el-Assad, mais en septembre 2016, le CSA déclare infondés les reproches de la Ligue.
L'émission est supprimée en juillet 2017.

## Concept
Le magazine traite de l'actualité internationale en analysant la situation économique, culturel et politique d'un pays ou d'une région par émission. Il se compose généralement de quatre à cinq reportages entrecoupés d'interviews,. Le présentateur lance les sujets depuis des plateaux en extérieur, afin de se démarquer des traditionnels plateaux en studio.

## Présentateurs
- Thierry Thuillier (2002–2008), 21 émissions
- Étienne Leenhardt (2008–2015), 31 émissions
- Samah Soula (2016–2017), 5 émissions

## Historique
Après les attentats du 11 septembre 2001, Olivier Mazerolle, alors rédacteur en chef de la rédaction de France 2, constate qu'il manque un magazine permettant de mieux comprendre le monde qui nous entoure. Il demande à Patrick Boitet et Thierry Thuillier, alors chef du service étranger, de réfléchir à une émission régulière consacrée à l'information internationale et à la géopolitique. En 2002, ils créent, en compagnie de Nicolas Maupied qui réalisera l'émission jusqu'en mai 2015[réf. nécessaire], le magazine trimestriel Un œil sur la planète qui est présenté par Thierry Thuillier,.
Selon La Croix, Un œil sur la planète est l'une des rares émissions consacrées à l'actualité internationale avec Arte Reportage (Arte). Le magazine essaye « d'ouvrir les yeux du public, et notamment des jeunes, aux questions internationales » en alliant « un fond très rigoureux à une forme originale et attrayante : des reportages courts mais fouillés encadrés par des plateaux tournés sur le terrain ». En 2011, alors que le programme se retrouve au centre d'une polémique, Télérama le qualifie de « remarquable magazine d'actualité internationale ».
Au printemps 2008, Thierry Thuillier quitte France 2 pour devenir directeur de la rédaction d'i>Télé. Étienne Leenhardt, nommé responsable du service Enquêtes et reportages de la chaîne, lui succède à la présentation du magazine.
En 2016, la reporter Samah Soula devient la nouvelle incarnation de l'émission, toujours conçue et dirigée par Patrick Boitet. Pour l'occasion, le magazine change également d'habillage et se dote d'un nouveau logo. Le jour de programmation change également, passant du lundi au jeudi.
Lors du congé de maternité de la présentatrice en 2017, l'émission passe à une formule tout en images commentée par une voix off.
Le 11 juillet 2017, après deux émissions dans cette nouvelle formule, le rédacteur en chef Patrick Boitet annonce sur Facebook l'arrêt définitif de l'émission, officiellement pour des raisons budgétaires[source insuffisante] Le 13 juillet 2017, l'équipe annonce sur Twitter que l'émission est supprimée,.

## Controverses

### 2005: Sujet sur la Turquie
Sur son blog, Sylvain Attal affirme que la diffusion du numéro sur l'adhésion de la Turquie à l'Union européenne a été repoussée à après le référendum sur la constitution européenne du 29 mai 2005 sous la pression du président la République d'alors, Jacques Chirac, pour éviter d'influencer l'opinion en faveur du « non ». Daniel Schneidermann rapporte qu'Arlette Chabot, alors directrice de la rédaction de France 2, aurait déclaré avoir pris cette décision sans aucune pression, à la suite de quoi Sylvain Attal n'exclut pas la possibilité d'une autocensure.

### 2011: Sujet sur le conflit israélo-palestinien
En octobre 2011, l'émission « Un État palestinien est-il encore possible ? » déclenche une polémique dans la communauté juive. Le président du CRIF, Richard Prasquier, déclare que l'émission « a présenté, d'un conflit complexe, une image caricaturale et unilatérale ». Les journalistes reçoivent plusieurs centaines de mails d'insultes et le présentateur est même physiquement menacé. La direction de France Télévisions reçoit l'ambassadeur d'Israël en France et les représentants de la communauté juive en France.
La Société des journalistes (SDJ) de France 2 et le Syndicat national des journalistes (SNJ) expriment leur soutien à leurs collègues journalistes, ainsi que la Fédération européenne des journalistes (FEJ) et Acrimed. Charles Enderlin, correspondant de France 2 à Jérusalem, parle d'une tentative de censure. Saisi par plusieurs organisations juives, le Conseil supérieur de l'audiovisuel (CSA) juge impartial le travail du magazine.

### 2016: Sujet sur la guerre en Syrie
L'émission est accusée par certains médias de manipulation d'information et de prendre parti pris pour Bachar el-Assad et son allié russe dans la guerre civile syrienne,. Pour d'autres, elle « offre un ensemble rigoureux sur cinq ans de guerre en Syrie ». Jean-Claude Guillebaud dans L'Obs écrit au sujet de l'émission qu'un « retour du (grand) journalisme vient congédier la sottise des simplificateurs médiatiques ».
Le 22 septembre 2016, le CSA, saisi par la Ligue des droits de l'homme, estime que « le reportage, pris dans son ensemble, ne faisait pas apparaître de manquements de la chaîne à ses obligations en matière de droits et libertés ».

## Liste des émissions
| No         | Première diffusion | Prés.             | Pays visité(s)                                      | Titre | Réf.              |
| ---------- | ------------------ | ----------------- | --------------------------------------------------- | --- | ----------------- |
| 1          | 9 déc. 2002        | Thierry Thuillier | États-Unis                                          | « Faut-il avoir peur de l'Amérique ? » sur la crainte de l'administration Bush et d'un hypothétique impérialisme américain                                                 | [ I 1 ] [ F 1 ]   |
| 2          | 17 mars 2003       | Thierry Thuillier | Tchétchénie                                         | « Et pendant ce temps-là en Tchétchénie... » sur la guerre de Tchétchénie                                                                                                  | [ I 2 ] [ F 2 ]   |
| 3          | 9 juin 2003        | Thierry Thuillier | États-Unis Irak                                     | « Irak : les Américains ont-ils eu raison ? » sur la guerre d'Irak | [ I 3 ] [ F 3 ]   |
| 4          | 20 oct. 2003       | Thierry Thuillier | Pakistan Arabie saoudite Royaume-Uni Égypte Turquie | « Islam / Occident : le piège du Jihad » sur le choc des civilisations et le terrorisme islamiste                                                                          | [ I 4 ] [ F 4 ]   |
| 5          | 23 fév. 2004       | Thierry Thuillier | Israël                                              | « Israël : questions interdites » sur le conflit israélo-palestinien | [ I 5 ] [ F 5 ]   |
| 6          | 17 mai 2004        | Thierry Thuillier | Chine                                               | « La Chine s'éveille. Doit-on trembler ? » sur l'essor de l'économie chinoise                                                                                              | [ I 6 ] [ F 6 ]   |
| 7          | 18 oct. 2004       | Thierry Thuillier | États-Unis                                          | « Comment ça va, cow-boy ? L'Amérique à l'heure du choix » sur l'élection présidentielle de 2004, dans l'Amérique post-11 septembre                                        | [ I 7 ] [ F 7 ]   |
| 8          | 20 déc. 2004       | Thierry Thuillier | Inde                                                | « Pourquoi il faut croire en l'Inde » sur l'essor de l'économie indienne                                                                                                   | [ I 8 ] [ F 8 ]   |
| 9          | 28 mars 2005       | Thierry Thuillier | Brésil                                              | « Peut-on encore ignorer le Brésil ? » sur l'essor de l'économie brésilienne                                                                                               | [ I 9 ] [ F 9 ]   |
| 10         | 13 juin 2005       | Thierry Thuillier | Royaume-Uni                                         | « Doit-on copier les Anglais ? » sur le modèle économique britannique | [ I 10 ] [ F 10 ] |
| 11         | 3 oct. 2005        | Thierry Thuillier | Turquie                                             | « Faut-il intégrer la Turquie ? » sur l'adhésion de la Turquie à l'Union Européenne                                                                                        | [ I 11 ] [ F 11 ] |
| 12         | 5 déc. 2005        | Thierry Thuillier | Afrique                                             | « Que fait la France en Afrique ? » sur les réseaux d'influence français en Afrique                                                                                        | [ I 12 ] [ F 12 ] |
| 13         | 20 mars 2006       | Thierry Thuillier | Canada                                              | « Pourquoi le Canada fait-il rêver ? » sur l'immigration au Canada | [ I 13 ] [ F 13 ] |
| 14         | 5 juin 2006        | Thierry Thuillier | Allemagne                                           | « Allemagne, la grande mutation ? » sur la crise de l'économie allemande                                                                                                   | [ I 14 ] [ F 14 ] |
| 15         | 25 sept. 2006      | Thierry Thuillier | Iran                                                | « Doit-on diaboliser l'Iran ? » sur la crainte suscitée en Occident par son programme nucléaire et son président, Mahmoud Ahmadinejad                                      | [ I 15 ] [ F 15 ] |
| 16         | 18 déc. 2006       | Thierry Thuillier | Venezuela                                           | « Chávez : Viva la revolución ? » sur Hugo Chávez et l'élection présidentielle de 2006                                                                                     | [ I 16 ] [ F 16 ] |
| 17         | 26 fév. 2007       | Thierry Thuillier | France                                              | « Un œil sur la France : 5 regards sur notre modèle » sur l'élection présidentielle de 2007                                                                                | [ I 17 ] [ F 17 ] |
| 18         | 17 sept. 2007      | Thierry Thuillier | Maroc                                               | « Maroc, le voile ou le bikini ? » sur le Maroc partagé entre occidentalisation et islamisme                                                                               | [ I 18 ] [ F 18 ] |
| 19         | 3 déc. 2007        | Thierry Thuillier | Russie                                              | « Russie : L'empire contre-attaque ? » sur l'élection présidentielle de 2008 et Vladimir Poutine                                                                           | [ I 19 ] [ F 19 ] |
| 20         | 25 fév. 2008       | Thierry Thuillier | Afghanistan                                         | « Mourir à Kaboul ? » sur la guerre d'Afghanistan | [ I 20 ] [ F 20 ] |
| 21         | 16 juin 2008       | Thierry Thuillier | Japon                                               | « Japon : le réveil du sumo ? » sur l'économie japonaise, toujours à la pointe                                                                                             | [ I 21 ] [ F 21 ] |
| 22         | 13 oct. 2008       | Étienne Leenhardt | France                                              | « La France a-t-elle encore les moyens de son ambition ? » sur le rôle de la France dans le monde et l'avenir de la francophonie                                           | [ I 22 ] [ F 22 ] |
| 23         | 15 déc. 2008       | Étienne Leenhardt | Russie                                              | « Russie : le temps de la reconquête ? » sur l'établissement d'une zone d'influence sur les pays satellites de la Russie, à la suite de la guerre d'Ossétie du Sud de 2008 | [ I 23 ] [ F 23 ] |
| 24         | 23 fév. 2009       | Étienne Leenhardt | Australie                                           | « Australie : le pays de la chance ? » sur la réussite économique de l'Australie malgré la crise économique mondiale                                                       | [ I 24 ] [ F 24 ] |
| 25         | 1er juin 2009      | Étienne Leenhardt | Italie                                              | « Italie : la grande débrouille ? » sur l'économie italienne et son avenir                                                                                                 | [ I 25 ] [ F 25 ] |
| 26         | 12 oct. 2009       | Étienne Leenhardt | Pakistan                                            | « Pakistan : le pays de tous les dangers ? » sur la montée de l'islamisme et les craintes qu'elle suscite dans la communauté internationale                                | [ I 26 ] [ F 26 ] |
| 27         | 4 janv. 2010       | Étienne Leenhardt | Argentine                                           | « Argentine : l'éternel espoir ? » sur la société et l'économie argentines                                                                                                 | [ I 27 ] [ F 27 ] |
| 28         | 8 mars 2010        | Étienne Leenhardt | Afrique du Sud                                      | « Afrique du Sud : le rêve de Mandela ? » sur la société sud-africaine à la veille de la coupe du monde                                                                    | [ I 28 ] [ F 28 ] |
| 29         | 24 mai 2010        | Étienne Leenhardt | Chine                                               | « Chine : l'appétit du dragon » sur l'économie chinoise et le statut de Taïwan                                                                                             | [ I 29 ] [ F 29 ] |
| 30         | 13 sept. 2010      | Étienne Leenhardt | Suède                                               | « Suède : doit-on imiter les Suédois ? » sur le modèle économique suédois                                                                                                  | [ I 30 ] [ F 30 ] |
| 31         | 3 janv. 2011       | Étienne Leenhardt | Corée du Sud                                        | « Corée : la puissance cachée » sur l'ascension économique de la Corée du Sud                                                                                              | [ I 31 ] [ F 31 ] |
| 32         | 21 mars 2011       | Étienne Leenhardt | France                                              | « Et si on légalisait le cannabis ? » sur la question de la légalisation du cannabis en France                                                                             | [ I 32 ] [ F 32 ] |
| 33         | 13 juin 2011       | Étienne Leenhardt | Nouvelle-Zélande                                    | « Nouvelle-Zélande : le dernier paradis ? » sur les différents aspects géopolitiques et culturels de la Nouvelle-Zélande                                                   | [ I 33 ] [ F 33 ] |
| 34         | 3 oct. 2011        | Étienne Leenhardt | Palestine                                           | « Un État palestinien est-il encore possible ? » sur la création d'un État palestinien et les problèmes qu'elle soulève dans le cadre du conflit avec Israël               | [ I 34 ] [ F 34 ] |
| 35         | 2 janv. 2012       | Étienne Leenhardt | Mexique                                             | « Mexique : Chaos ou Eldorado ? » sur les différents aspects géopolitiques et culturels du Mexique                                                                         | [ I 35 ] [ F 35 ] |
| 36         | 26 mars 2012       | Étienne Leenhardt | Canada Suède Pays-Bas Allemagne                     | « Triple A : Comment font les autres ? » sur la politique économique des États étrangers face à la crise                                                                   | [ I 36 ] [ F 36 ] |
| 37         | 4 juin 2012        | Étienne Leenhardt | Pologne                                             | « La revanche du plombier polonais » sur la transformation à grande vitesse de la Pologne                                                                                  | [ I 37 ] [ F 37 ] |
| 38         | 1er oct. 2012      | Étienne Leenhardt | Qatar                                               | « À quoi joue le Qatar ? » sur l'expansion du Qatar et ses ambitions | ,                 |
| 39         | 25 fév. 2013       | Étienne Leenhardt | Birmanie                                            | « Birmanie, la promesse de l’aube ? » sur l'ouverture de la Birmanie (en) sur le monde                                                                                     | ,                 |
| 40         | 22 avr. 2013       | Étienne Leenhardt | Mali                                                | « Mali : faut-il crier victoire ? » sur la guerre du Mali | ,                 |
| 41         | 24 juin 2013       | Étienne Leenhardt | Tunisie                                             | « Tunisie : le vertige de la liberté » sur la Tunisie après la Révolution de jasmin                                                                                        | ,                 |
| 42         | 28 oct. 2013       | Étienne Leenhardt | Colombie Éthiopie Mongolie États-Unis               | « Les nouveaux eldorados » sur l'essor des économies de la Colombie, de l'Éthiopie, de la Mongolie et du Dakota du Nord                                                    | ,                 |
| 43         | 16 déc. 2013       | Étienne Leenhardt | Suisse                                              | « Y a-t-il un miracle suisse ? » sur la réussite économique, politique et éducative de la Suisse                                                                           | ,                 |
| 44         | 17 fév. 2014       | Étienne Leenhardt | Indonésie                                           | « Indonésie : le nouveau tigre asiatique ? » | ,                 |
| 45         | 7 avr. 2014        | Étienne Leenhardt | Canada Australie Dubaï Cambodge                     | « Faut-il quitter la France ? » | ,                 |
| 46         | 9 juin 2014        | Étienne Leenhardt | Brésil                                              | « Brésil : sous la plage, les pavés » | ,                 |
| 47         | 13 oct. 2014       | Étienne Leenhardt | Iran                                                | « L'Iran, notre nouvel ami ? » | [ I 47 ] [ F 47 ] |
| 48         | 24 nov. 2014       | Étienne Leenhardt | Afghanistan Irak Libye République centrafricaine    | « Tout ça pour ça ? » sur le but et le résultat des opérations extérieures de l'armée française                                                                            | [ I 48 ] [ F 48 ] |
| Hors série | 19 janv. 2015      | Étienne Leenhardt | France                                              | « Le monde de Charlie ? » sur les attentats de janvier 2015 | [ I 49 ] [ F 49 ] |
| 49         | 16 mars 2015       | Étienne Leenhardt | Argentine Colombie Bolivie Pérou                    | « Les idées neuves de l'Amérique latine » | [ I 50 ] [ F 50 ] |
| 50         | 11 mai 2015        | Étienne Leenhardt | Costa Rica                                          | « Costa Rica, le pays le plus heureux du monde ? » | [ I 51 ] [ F 51 ] |
| 51         | 12 oct. 2015       | Étienne Leenhardt | Singapour                                           | « Singapour : les secrets de la réussite » | [ I 52 ] [ F 52 ] |
| 52         | 18 fév. 2016       | Samah Soula       | Syrie                                               | « Syrie : le grand aveuglement » sur la guerre civile syrienne | [ I 53 ] [ F 53 ] |
| 53         | 14 avr. 2016       | Samah Soula       | Éthiopie Côte d'Ivoire Ghana Kenya                  | « Afrique : le pari de réussite » | [ I 54 ] [ F 54 ] |
| 54         | 16 juin 2016       | Samah Soula       | Inde États-Unis France                              | « Le monde de demain » sur des femmes et des hommes qui réinventent des systèmes économique et social                                                                      | [ I 55 ] [ F 55 ] |
| 55         | 23 fév. 2017       | Voix off          | Allemagne Singapour Suède Suisse                    | « Réformes : des pistes pour s'en sortir » | [ I 56 ] [ F 56 ] |
| 56         | 18 mai 2017        | Voix off          | France Allemagne Italie États-Unis                  | « Cannabis : quelle bonne politique ? » | [ I 57 ] [ F 57 ] |

## Accueil

### Récompenses
L'émission a été récompensée par plusieurs prix :
- Golden chest 2004 au festival international de Plovdiv (Bulgarie) pour le reportage « Démocratie ou théocratie ? » de Vincent Nguyen et Mathieu Dreujou, diffusé dans l'émission « Israël : questions interdites »[réf. nécessaire] ;
- Prix Dauphine-Henri Tézenas du Montcel 2004 dans la catégorie Émission longue de télévision pour l'émission « La Chine s'éveille, doit on trembler ? »[réf. nécessaire] ;
- Lauriers de l'audiovisuel 2005 : Laurier Découverte pour l'émission « Pourquoi il faut croire en l'Inde »[24] ;
- Prix international de l'enquête CFJ-Caisse d'épargne 2006 pour le reportage « Du monde dans le pré carré » de Stephan Breitner et Gilles Jacquier, diffusé dans l'émission « Que fait la France en Afrique ? »[25],[26] ;
- Prix Dauphine-Henri Tézenas du Montcel 2006 dans la catégorie Émission longue de télévision pour l'émission « Pourquoi le Canada fait-il rêver ? », composée des reportages de Dorothée Cochard, Jean-Pierre Metivet, Pascal Golomer et Jérôme Tournier[27] ;
- Prix franco-allemand du journalisme 2007 dans la catégorie Télévision pour l'émission « Allemagne : la grande mutation ? », composée des reportages d'Arnauld Miguet, Jérôme Bony, Karine Comazzi et Bernard Lebrun[28] ;
- Lauriers de l'audiovisuel 2007 : Mention spéciale du Laurier Information pour l'émission « Doit-on diaboliser l'Iran ? »[29] ;
- Prix du meilleur reportage 2009 au Festival international du film écologique de Bourges pour le reportage « Australie, le pays de la soif » de Nicolas Chateauneuf et Jean-Marie Lequertier, diffusé dans l'émission « Australie, le pays de la chance ? »[30],[31] ;
- Prix franco-allemand du journalisme 2009 dans la catégorie Télévision pour le reportage « La France : une arrogante solitude ? » de Jeff Wittenberg et Jean-Marie Lequertier, diffusé dans l'émission « La France a-t-elle les moyens de ses ambitions ? »[32],[31] ;
- Prix ESJ‐Lille FIGRA 2015 pour le reportage « Iran, rêves partis » d'Emmanuel Ostian, Stéphane Kenech et Chloé Davant, diffusé dans l'émission « Iran, notre nouvel ami ? »[33].

### Audience
Le 17 septembre 2007, l'émission « Maroc, le voile ou le bikini ? » réalise un record d'audience du magazine en attirant 1,19 million de téléspectateurs, soit 20,8 % de part d'audience.
Le 16 juin 2008, l'émission « Japon : le réveil du sumo ? » bat un nouveau record d'audience en étant suivie par 1,91 million de téléspectateurs, soit 18,5 % de part de marché.
Le 23 février 2009, l'émission « Australie : le pays de la chance ? » réalise la meilleure audience du programme depuis sa création avec 2,1 millions de téléspectateurs, soit 14,6 % du public.
Le 13 juin 2011, l'émission « Nouvelle-Zélande : le dernier paradis ? » est regardé par 1,3 million de téléspectateurs, soit 9 % de part d'audience.
Le 16 décembre 2013, l'émission « Y a-t-il un miracle suisse ? » est suivie par 1 million de téléspectateurs, soit 10,5 % du public.
Le 18 février 2016, l'émission « Syrie : le grand aveuglement » est regardé par 1,3 million de téléspectateurs et 10,5 % du public. Un extrait de l'émission circulant sur Facebook a dépassé les 11 millions de vues[réf. nécessaire].

## Identité visuelle

Ancien logo (2002–2015).
Nouveau logo (2016–2017).